# Konan
Konan (jap. 湖南市 Konan-shi) – miasto w Japonii położone w prefekturze Shiga, na wyspie Honsiu (Honshū).

## Położenie
Miasto leży w południowej części prefektury, na południe od jeziora Biwa,  graniczy z:
- Kōka
- Rittō
- Yasu

## Historia
Obecne miasto o nazwie Konan powstało w 2004 roku z połączenia miast Ishibe i Kōsei. 